# Dąbrowa (powiat kielecki)
Dąbrowa – wieś w Polsce położona w województwie świętokrzyskim, w powiecie kieleckim, w gminie Masłów. 
| SIMC    | Nazwa           | Rodzaj     |
| ------- | --------------- | ---------- |
| 0995922 | Dąbrowa-Osiedle | przysiółek |
| 0249886 | Kolonia         | część wsi  |
| 0249892 | Koszarka        | część wsi  |
| 0249900 | Zabieligórze    | część wsi  |

Do 1954 roku siedziba gminy Dąbrowa. W latach 1954–1961 wieś należała i była siedzibą władz gromady Dąbrowa, po jej zniesieniu w gromadzie Wiśniówka. W latach 1975–1998 miejscowość należała administracyjnie do województwa kieleckiego.
Większa część Dąbrowy po podziale stanowi północną-wschodnią część Kielc (zob. Dąbrowa), a pozostały jej obszar stanowi odrębną miejscowość w gminie Masłów. W części kieleckiej zlokalizowany jest kościół pw. NMP Matki Kościoła, należący do dekanatu masłowskiego w diecezji kieleckiej, oraz drewniana kaplica o konstrukcji zrębowej, wzniesiona ok. poł. XIX wieku (1866 r.). Na skraju gminy, na stoku Świniej Góry znajduje się cmentarz choleryczny.
Dąbrowa jest punktem początkowym  niebieskiej ścieżki rowerowej prowadzącej do Ciekot.
Przez wieś przechodzi  Główny Szlak Świętokrzyski im. Edmunda Massalskiego z Gołoszyc do Kuźniaków oraz  żółty szlak spacerowy wokół Kielc.
W 2025 roku na terenie miejscowości utworzono rezerwat przyrody „Góra Wierzejska”.